# بربيت أبيض الأذن
بربيت أبيض الأذن (الاسم العلمي: Stactolaema leucotis) (بالإنجليزية: White-eared barbet)‏ هو نوع من الطيور يتبع جنس بربيت نازل الحنجرة من الفصيلة البربيتية.